# Centro de Hematologia e Hemoterapia do Ceará
O Centro de Hematologia e Hemoterapia do Ceará (HEMOCE), faz parte da rede de unidades de saúde da Secretaria da Saúde do Estado do Ceará. 
Criado em 9 de março de 1979 e com início de funcionamento em 23 de novembro de 1983, pelo então Governador José Adauto Bezerra, e o então Secretário de Saúde, Lúcio Alcântara. O Hemoce, desde quando foi concebido, teve por finalidade básica planejar e executar a política de sangue no Ceará.
Localizado na Avenida José Bastos, Bairro Rodolfo Teófilo, em Fortaleza – CE, o HEMOCE possui uma área construída de 7.640 m2, que se estende por todo um quarteirão nas imediações do Hospital Universitário Walter Cantídio (HUWC), da Faculdade de Medicina da Universidade Federal do Ceará, da Faculdade de Farmácia, Odontologia e Enfermagem da Universidade Federal do Ceará, da Maternidade-Escola Assis Chateaubriand, da Farmácia-Escola e do Instituto do Câncer do Ceará/Hospital do Câncer, formando o grande complexo da saúde, implantado no antigo bairro Porangabussu.
A partir da década de 1990, foram inaugurados os Hemocentros Regionais: o Hemocentro de Sobral em 8 de março 1991, o de Crato em 19 de dezembro de 1991, o hemonúcleo de Juazeiro do Norte em 28 de julho de 1998, o de Iguatu em 23 de agosto de 1993 e o de Quixadá em 10 de setembro de 2004. Cada um destes hemocentros regionais foi instalado e está em pleno funcionamento com capacidade para captar, triar doadores, coletar, processar, e distribuir sangue e hemocomponentes examinados e aptos para transfusão nos hospitais de sua área de cobertura.
A partir daí, diversas unidade móveis e postos de coleta de sangue foram instalados em Fortaleza e no restante do estado do Ceará.